# The Details
The Details è un film del 2011 scritto e diretto da Jacob Aaron Estes.

## Trama
Una famiglia scopre che sotto il loro cortile c'è un'infestazione di procioni, nascono i disaccordi e le vicende che faranno aumentare le tensioni familiari.

## Produzione

### Cast
James McAvoy fu originariamente scelto per il ruolo di Jeff, ma rifiutò il progetto e la parte fu affidata a Tobey Maguire.

### Location
Le riprese del film vengono effettuate nello Stato di Washington, nelle città di Seattle, Redmond e Kirkland.

### Riprese
Le riprese hanno inizio nel mese di agosto del 2009.

## Distribuzione
Il primo trailer del film viene pubblicato il 20 settembre 2012.
La pellicola viene presentata al Sundance Film Festival nel gennaio 2011.
Il film viene distribuito nelle sale cinematografiche statunitensi a partire dal 2 novembre 2012.
Il film viene vietato ai minori di 18 anni per la presenza di linguaggio e contenuto sessuale, uso di droghe e poca violenza.